# Хлопнино
Хлопнино   — деревня  в  Смоленской области России,  в Глинковском районе. Население – 2 жителя (2007 год)   Расположена в центральной части области  в 7 км к западу от села Глинка,  в 15 км северо-западнее  автодороги Р96 Новоалександровский(А101)- Спас-Деменск — Ельня — Починок.  В 3 км севернее деревни железнодорожная станция Клоково на линии Смоленск  - Сухиничи. Входит в состав Белохолмского сельского поселения.   

## История
В годы Великой Отечественной войны деревня была оккупирована гитлеровскими войсками в июле 1941 года, освобождена в ходе Ельнинско-Дорогобужской операции в 1943 году. 